# Fortaleny
Fortaleny ist eine Gemeinde (municipio) mit 1.005 Einwohnern (Stand: 2024) in der spanischen Provinz Valencia. Sie befindet sich in der Comarca Ribera Baja.

## Geografie
Fortaleny liegt etwa 38 Kilometer südlich vom Stadtzentrum Valencias in einer Höhe von ca. 15 m am Río Júcar (Valencianisch: Xúquer). Durch die Gemeinde führt die Autovía A-38.

## Demografie
| 1900 | 1910 | 1920 | 1930 | 1940 | 1950 | 1960 | 1970 | 1981 | 1991 | 2001 | 2011 | 2021 |
| ---- | ---- | ---- | ---- | ---- | ---- | ---- | ---- | ---- | ---- | ---- | ---- | ---- |
| 576  | 684  | 789  | 794  | 912  | 917  | 946  | 940  | 967  | 999  | 994  | 1039 | 1011 |

## Sehenswürdigkeiten
- Antoniuskirche (Església del Sant Antoni Abat) von 1951
- Brücke Alfons XIII.
- Rathaus

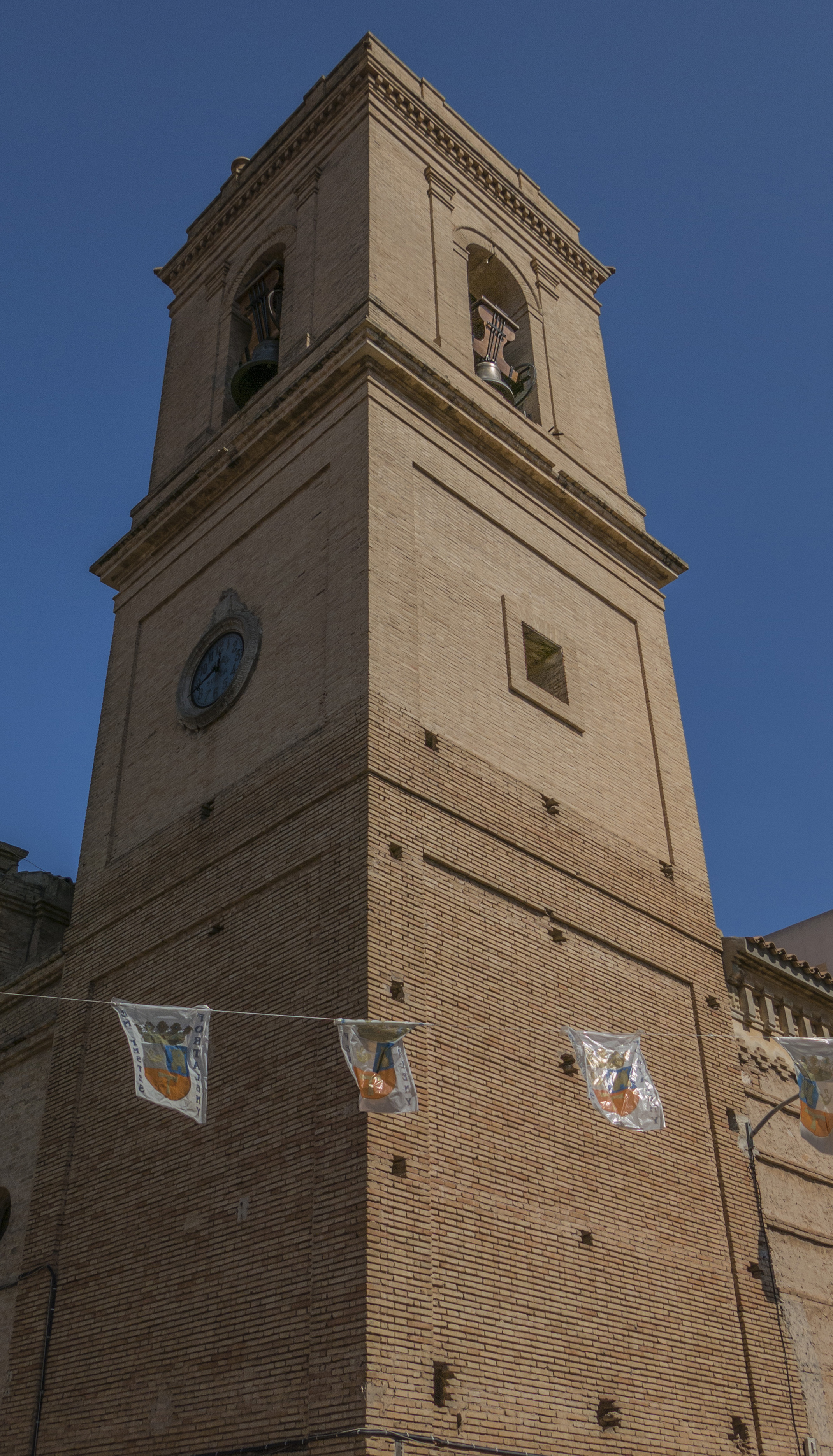
Antoniuskirche
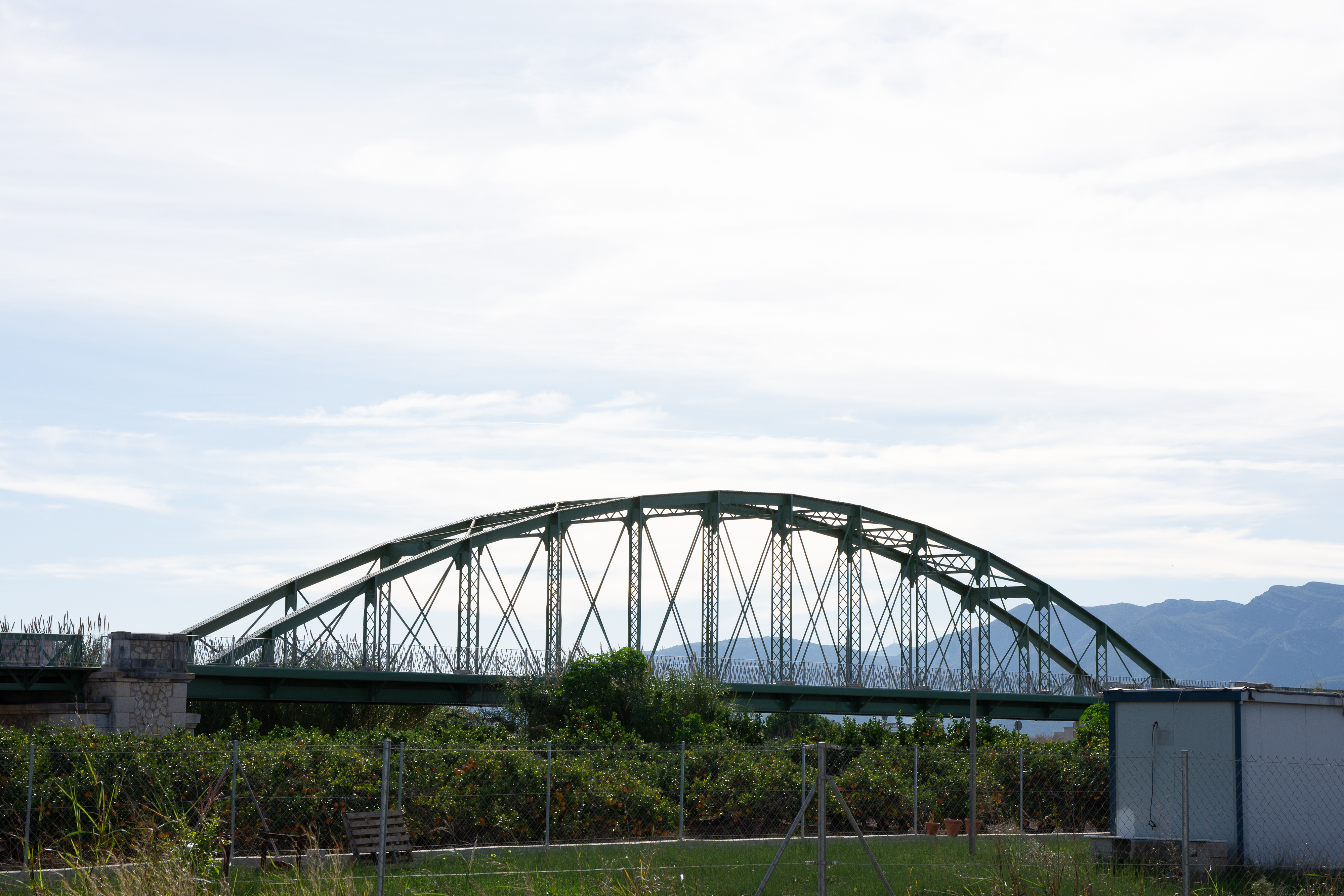
Brücke Alfons XIII.
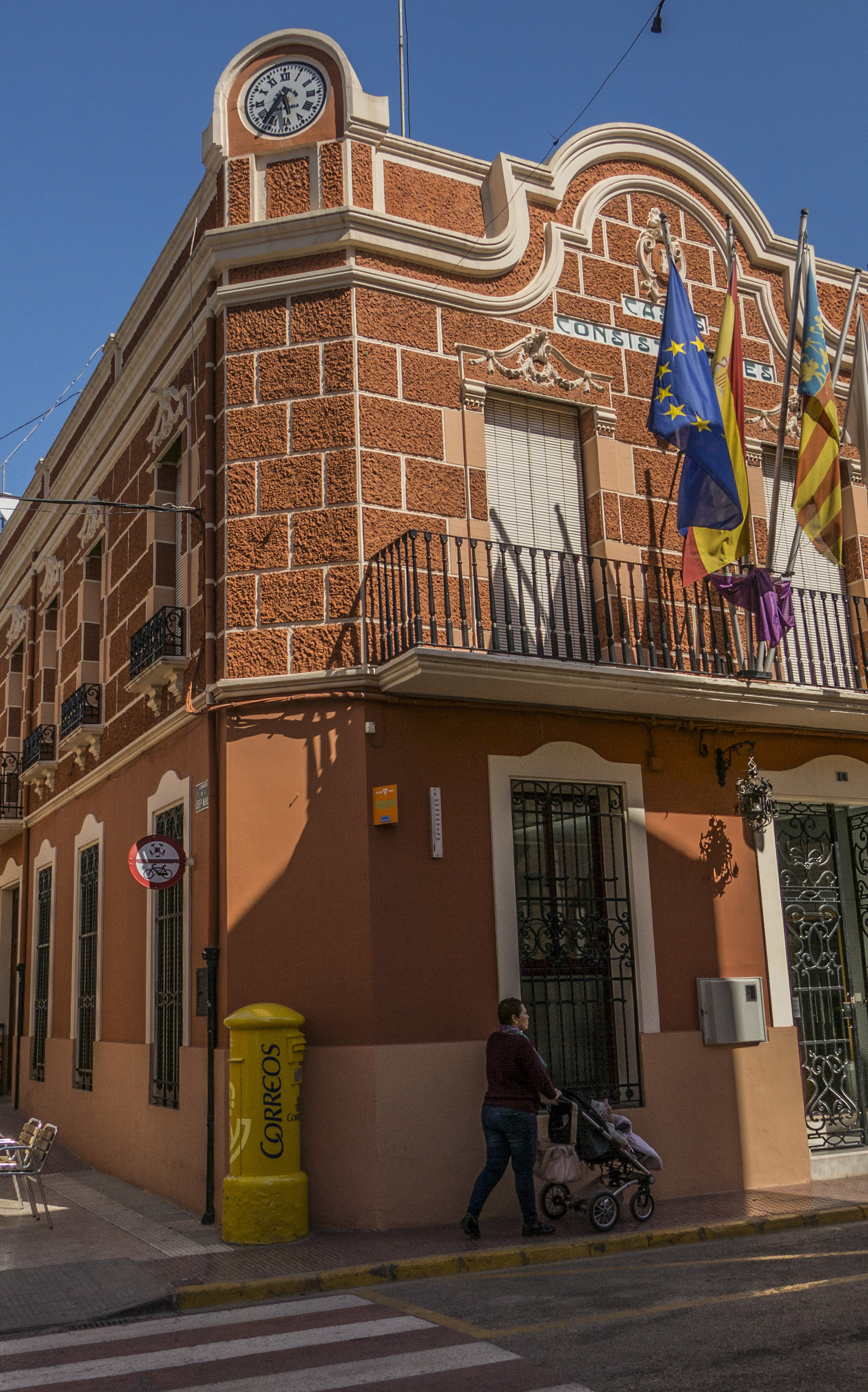
Rathaus
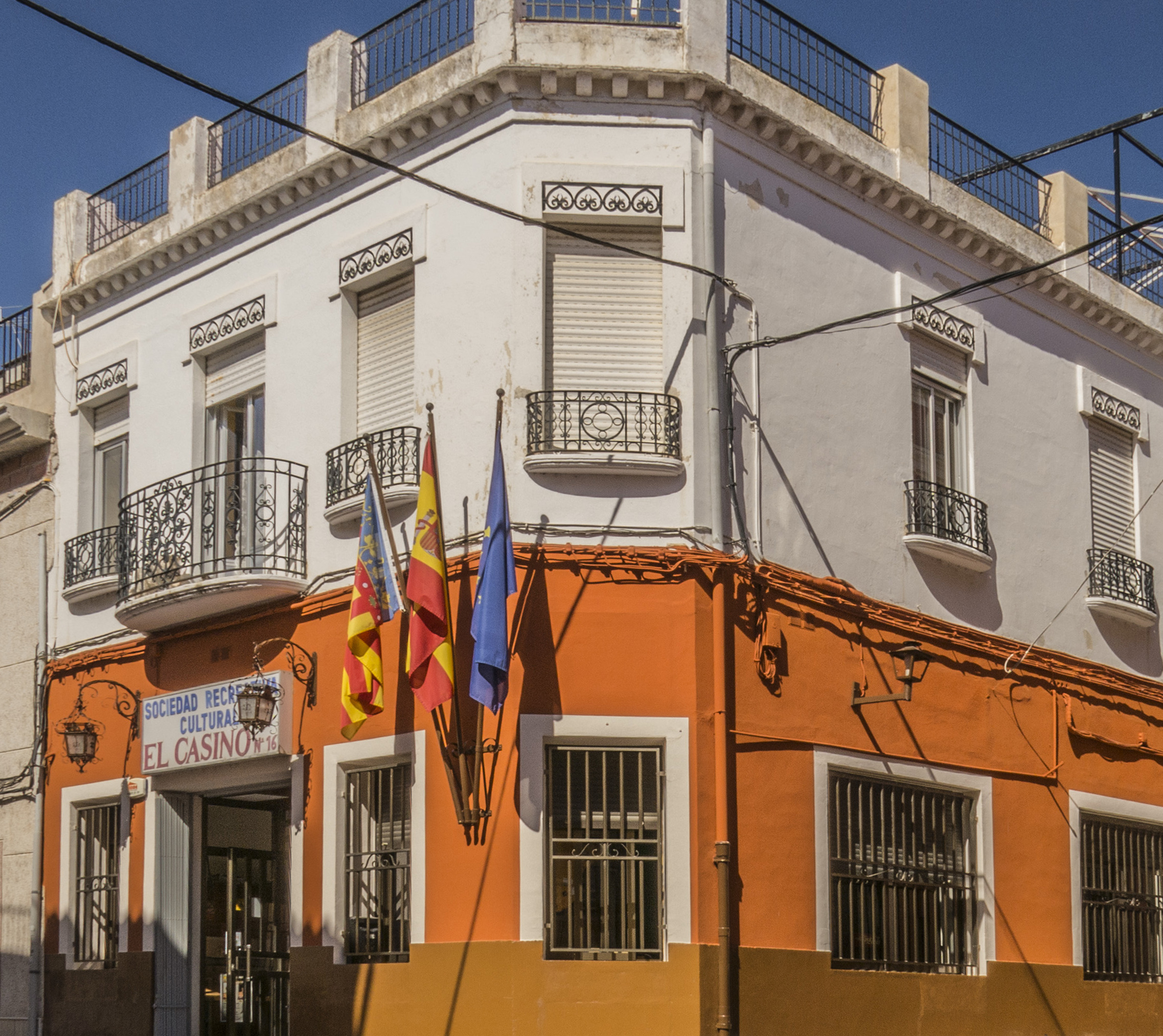
Sociedad Cultural Recreativa Casino